# 第一大道
第一大道（英語：First Avenue）是美国紐約市曼哈頓东部的一条南北走向大道，南起豪斯顿街，向北经过125个街块，止于东127街附近哈萊姆河上通往布朗克斯的威利斯大道橋。在豪斯顿街以南，该路变成亚伦街（Allen Street）向南到运河街。第一大道只允许北行。
第一大道沿途主要为居住区，在42街和45街之间毗邻聯合國總部建築群。